# 矢島慎也
矢島 慎也（やじま しんや、1994年1月18日 - ）は、埼玉県浦和市（現：さいたま市浦和区）出身のプロサッカー選手。Jリーグ・清水エスパルス所属。ポジションはミッドフィールダー、フォワード。

## 来歴

### プロ入り前
北浦和サッカースポーツ少年団 に在籍。浦和レッズユース所属時の2011年に8月15日に2012年からのトップ昇格が内定し、8月26日には2種登録選手としてトップチームに登録された。その後、11月16日に行われた天皇杯3回戦の東京ヴェルディ戦で先発フル出場し、公式戦初出場を記録した。

### 浦和レッズ
2012年シーズンに入り、3月20日のJリーグカップ予選リーグ第1戦の対ベガルタ仙台戦の前半27分に負傷退場した山田直輝に代わって途中出場すると、3月24日のJ1リーグ戦第3節の対コンサドーレ札幌戦（札幌ドーム）にて先発出場してリーグ戦デビューを果たした。
9月29日のJ1第27節柏レイソル戦後半ロスタイムに、加藤順大からの、約50メートルのスローインに相手DFとのヘディングの競り合いに競り勝ちそのボールがポポに繋がり決勝点を決め、J1初アシストを記録した。
2013年シーズンに入ると、開幕から興梠慎三、阪野豊史の加入もありベンチ外が続いていたが、ベンチ入りのチャンスを掴むと5月18日サガン鳥栖戦にアディショナルタイムに途中出場すると、リーグ戦初ゴールを決めた。2014年2月、J3に参戦するJリーグ・アンダー22選抜に選手登録された。

### ファジアーノ岡山
2015年、ファジアーノ岡山へ期限付き移籍。同年後半からは長澤徹によってボランチへコンバートされ、中盤の守備を徹底して叩き込まれた。監督が長澤でなかったら自身がボランチで起用されることはなかったと語り、2016年は同ポジションでのプレー確立のため岡山残留を選択。背番号10を背負いボランチとしてレギュラーを確立するも、J1昇格プレーオフでセレッソ大阪に敗れた。

### 浦和レッズ復帰
2017年、浦和レッズに期限付き移籍から復帰。背番号は矢島が好きな選手に挙げているトニ・クロースが以前付けていた39番を選択した。8月24日、ACL準々決勝1stレグの川崎フロンターレ戦では堀孝史新体制になって初のスタメンに抜擢された。10月14日、第29節のヴィッセル神戸戦で今季初得点を決めた。

### ガンバ大阪
2018年、ガンバ大阪へ完全移籍。しかしトップチームでの出場はリーグ戦・カップ戦ともに2試合ずつと出場機会に恵まれず、6月25日、ベガルタ仙台に期限付き移籍で加入した。12月5日、天皇杯準決勝のモンテディオ山形戦で移籍後初得点を決め、チームの決勝進出に貢献した。シーズン終了後、仙台からガンバ大阪に復帰した。
復帰後は宮本恒靖監督の信用を獲得し、中盤のレギュラーに定着。2019年7月13日、第19節清水エスパルス戦でガンバ大阪での初得点を決め、チームを勝利へ導いた。
2020年2月23日、第1節横浜F・マリノス戦でVARによる判定で得点を記録し、チームの9年ぶりとなる開幕戦勝利に貢献した。

### 大宮アルディージャ
2022年、大宮アルディージャへ完全移籍で加入した。2月19日、開幕戦の横浜FC戦で移籍後初得点を決めた。

### レノファ山口FC
2023年1月6日、レノファ山口FCへ完全移籍で加入することが発表された。2月18日、古巣大宮との開幕戦で決勝点を決めて勝利に貢献した。

### 清水エスパルス
2024年1月3日、清水エスパルスへ完全移籍で加入することが発表された。
試合では、左サイドハーフで攻撃に貢献している。しばらくサブメンでの起用だったがスタメン入りとなったJ2第13節の栃木SC戦では前半開始5分に先制点をきめて期待に応えた。

### 日本代表
2016年、AFC U-23選手権2016のメンバーに選出。決勝のU-23韓国代表戦では1得点1アシストの活躍で優勝に貢献した。また同年のキリンチャレンジカップ2016、ガーナ代表戦からU-23南アフリカ代表戦の間は中島翔哉の怪我もあり、背番号10を背負った。
2016年7月1日、リオデジャネイロオリンピックに挑む18人のメンバーに選出された。8月11日、第3戦のU-23スウェーデン代表戦では後半から出場して、先制点を決め勝利に導くも同組のU-23コロンビア代表に勝ち点差で及ばずグループリーグ敗退が決定した。

## 所属クラブ
- 北浦和サッカースポーツ少年団（さいたま市立北浦和小学校）
- 2006年 - 2008年 浦和レッズジュニアユース（さいたま市立本太中学校）
- 2009年 - 2011年 浦和レッズユース（埼玉県立大宮南高等学校）
  - 2011年  浦和レッズ（2種登録選手）
- 2012年 - 2017年  浦和レッズ
  - 2014年  Jリーグ・アンダー22選抜
  - 2015年 - 2016年  ファジアーノ岡山（期限付き移籍）
- 2018年 - 2021年  ガンバ大阪
  - 2018年6月 - 同年12月  ベガルタ仙台（期限付き移籍）
- 2022年  大宮アルディージャ
- 2023年  レノファ山口FC
- 2024年 -   清水エスパルス

## 個人成績
| 国内大会個人成績 | 国内大会個人成績 | 国内大会個人成績 | 国内大会個人成績 | 国内大会個人成績 | 国内大会個人成績 | 国内大会個人成績 | 国内大会個人成績 | 国内大会個人成績 | 国内大会個人成績 | 国内大会個人成績 | 国内大会個人成績 |
| 年度             | クラブ           | 背番号           | リーグ           | リーグ戦         | リーグ戦         | リーグ杯         | リーグ杯         | オープン杯       | オープン杯       | 期間通算         | 期間通算         |
| 年度             | クラブ           | 背番号           | リーグ           | 出場             | 得点             | 出場             | 得点             | 出場             | 得点             | 出場             | 得点             |
| 日本             | 日本             | 日本             | 日本             | リーグ戦         | リーグ戦         | リーグ杯         | リーグ杯         | 天皇杯           | 天皇杯           | 期間通算         | 期間通算         |
| ---------------- | ---------------- | ---------------- | ---------------- | ---------------- | ---------------- | ---------------- | ---------------- | ---------------- | ---------------- | ---------------- | ---------------- |
| 2011             | 浦和             | 33               | J1               | 0                | 0                | 0                | 0                | 1                | 0                | 1                | 0                |
| 2012             | 浦和             | 29               | J1               | 8                | 0                | 5                | 2                | 1                | 1                | 14               | 3                |
| 2013             | 浦和             | 29               | J1               | 4                | 1                | 1                | 0                | 2                | 0                | 7                | 1                |
| 2014             | 浦和             | 29               | J1               | 0                | 0                | 5                | 1                | 1                | 0                | 6                | 1                |
| 2015             | 岡山             | 24               | J2               | 37               | 8                | -                | -                | 1                | 0                | 38               | 8                |
| 2016             | 岡山             | 10               | J2               | 35               | 5                | -                | -                | 3                | 0                | 38               | 5                |
| 2017             | 浦和             | 39               | J1               | 11               | 1                | 2                | 0                | 3                | 0                | 16               | 1                |
| 2018             | G大阪            | 21               | J1               | 2                | 0                | 2                | 0                | 0                | 0                | 4                | 0                |
| 2018             | 仙台             | 15               | J1               | 5                | 0                | -                | -                | 3                | 1                | 8                | 1                |
| 2019             | G大阪            | 21               | J1               | 27               | 1                | 6                | 0                | 2                | 0                | 35               | 1                |
| 2020             | G大阪            | 21               | J1               | 27               | 1                | 2                | 0                | 2                | 0                | 31               | 1                |
| 2021             | G大阪            | 21               | J1               | 26               | 2                | 2                | 0                | 1                | 0                | 29               | 2                |
| 2022             | 大宮             | 19               | J2               | 38               | 4                | -                | -                | 1                | 0                | 39               | 4                |
| 2023             | 山口             | 6                | J2               | 36               | 3                | -                | -                | 0                | 0                | 36               | 3                |
| 2024             | 清水             | 21               | J2               | 32               | 6                | 0                | 0                | 2                | 0                | 34               | 6                |
| 2025             | 清水             | 21               | J1               |                  |                  |                  |                  |                  |                  |                  |                  |
| 通算             | 日本             | 日本             | J1               | 110              | 6                | 25               | 3                | 16               | 2                | 150              | 11               |
| 通算             | 日本             | 日本             | J2               | 178              | 26               | 0                | 0                | 7                | 0                | 185              | 26               |
| 総通算           | 総通算           | 総通算           | 総通算           | 288              | 32               | 25               | 3                | 23               | 2                | 336              | 37               |

- 2011年は2種登録選手

| 2014   | J-22   | -      | J3     | 3  | 1 | 3  | 1 |
| 2015   | J-22   | -      | J3     | 0  | 0 | 0  | 0 |
| 2018   | G大23  | 21     | J3     | 9  | 0 | 9  | 0 |
| 通算   | 日本   | 日本   | J3     | 12 | 1 | 12 | 1 |
| 総通算 | 総通算 | 総通算 | 総通算 | 12 | 1 | 12 | 1 |

その他の公式戦
- 2016年
  - J1昇格プレーオフ 2試合0得点
- 2021年
  - FUJI XEROX SUPER CUP 1試合1得点

| 国際大会個人成績 | 国際大会個人成績 | 国際大会個人成績 | 国際大会個人成績 | 国際大会個人成績 | FIFA      | FIFA      |
| 年度             | クラブ           | 背番号           | 出場             | 得点             | 出場      | 得点      |
| AFC              | AFC              | AFC              | ACL              | ACL              | クラブW杯 | クラブW杯 |
| ---------------- | ---------------- | ---------------- | ---------------- | ---------------- | --------- | --------- |
| 2013             | 浦和             | 29               | 1                | 0                | -         | -         |
| 2017             | 浦和             | 39               | 4                | 0                | 1         | 0         |
| 2021             | G大阪            | 21               | 4                | 1                | -         | -         |
| 通算             | AFC              | AFC              | 9                | 1                | 1         | 0         |

出場歴
- 公式戦初出場 - 2011年11月16日 天皇杯3回戦 vs東京ヴェルディ（埼玉スタジアム2002）
- Jリーグ初出場 - 2012年3月24日 J1第3節 vsコンサドーレ札幌（札幌ドーム）
- 公式戦初得点 - 2012年4月18日 ナビスコカップ・予選リーグ第3節 vsセレッソ大阪（埼玉スタジアム2002）
- Jリーグ初得点 - 2013年5月18日 J1第12節 vsサガン鳥栖（埼玉スタジアム2002）

## タイトル

### クラブ
浦和レッズ
- AFCチャンピオンズリーグ：1回（2017年）
- スルガ銀行チャンピオンシップ：1回（2017年）

清水エスパルス
- J2リーグ：1回（2024年）

### 代表
U-23日本代表
- AFC U-23選手権：1回（2016年）

### 個人
- 高円宮杯U-18サッカーリーグ プレミアリーグイースト 得点王：1回（2011年）
- J2リーグMYアウォーズ ベストイレブン：1回（2016年）
- J2リーグ月間MVP：1回（2016年6月）
- J2リーグ月間ベストゴール：1回（2024年5月）

## 代表歴
- U-19日本代表
  - AFC U-19選手権2012
- U-20日本代表
  - 2013年東アジア競技大会
- U-21日本代表
  - AFC U-22アジアカップ2013
  - アジア競技大会
- U-22日本代表
  - AFC U-23選手権 (予選)
- U-23日本代表
  - AFC U-23選手権2016
  - トゥーロン国際大会
  - キリンチャレンジカップ
  - リオデジャネイロオリンピック